# ضريح ماروياما

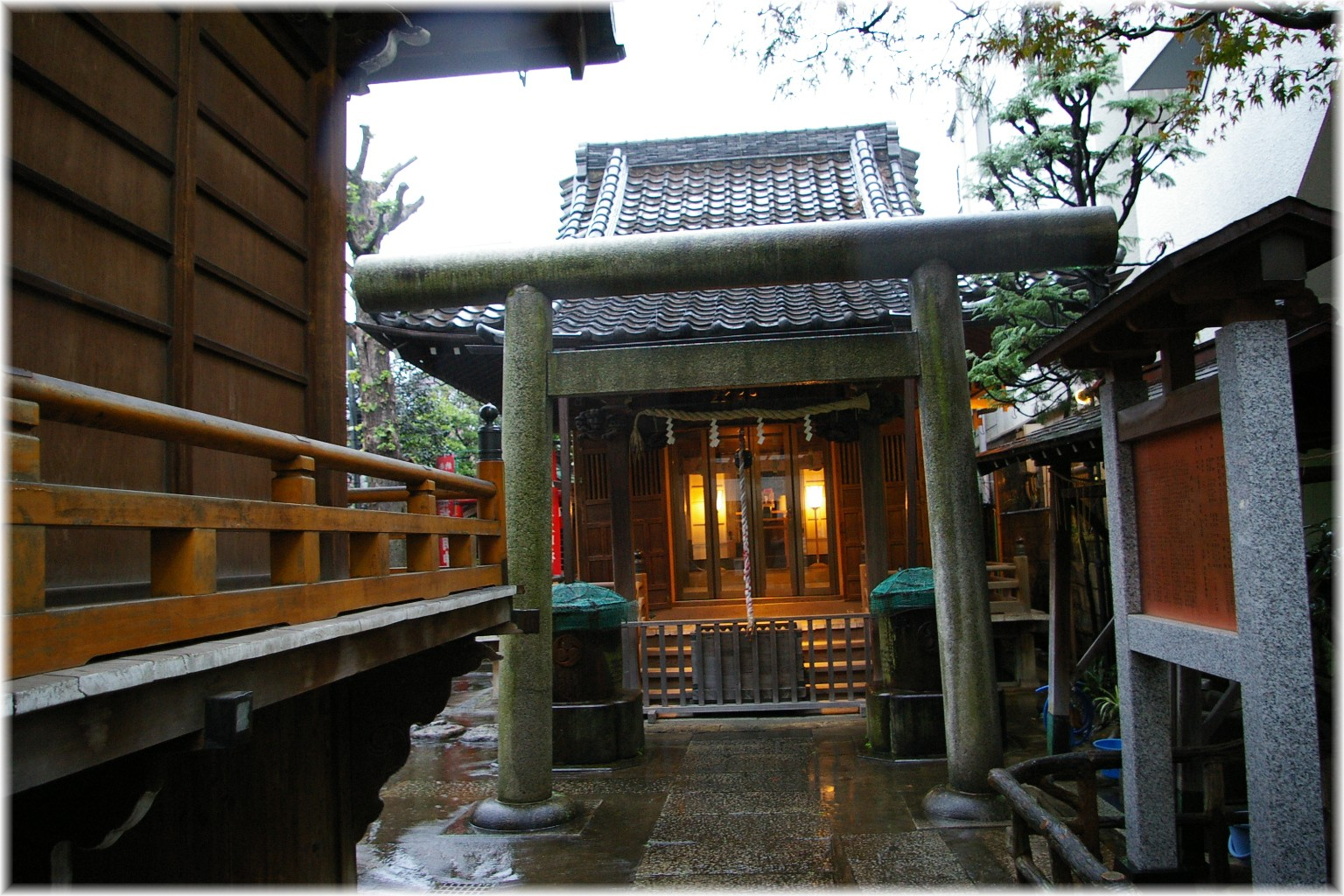
ضريح ماروياما

ضريح ماروياما (باليابانية:丸山神社) هو مزار شينتو في تاكاناوا، ميناتو، طوكيو، اليابان. تم إنشاء الضريح في 1179.

## معرض الصور

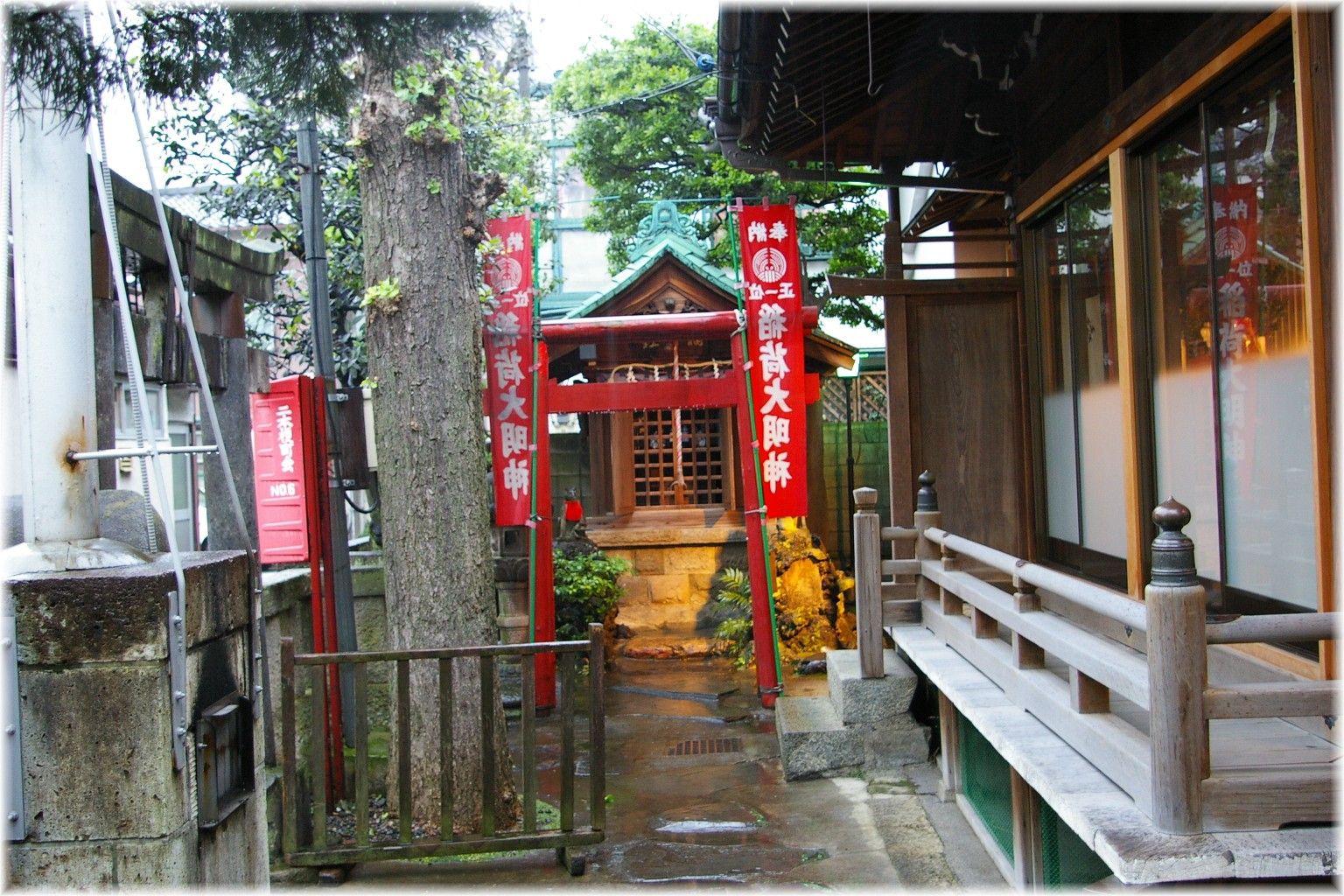
Inari Daimyojin
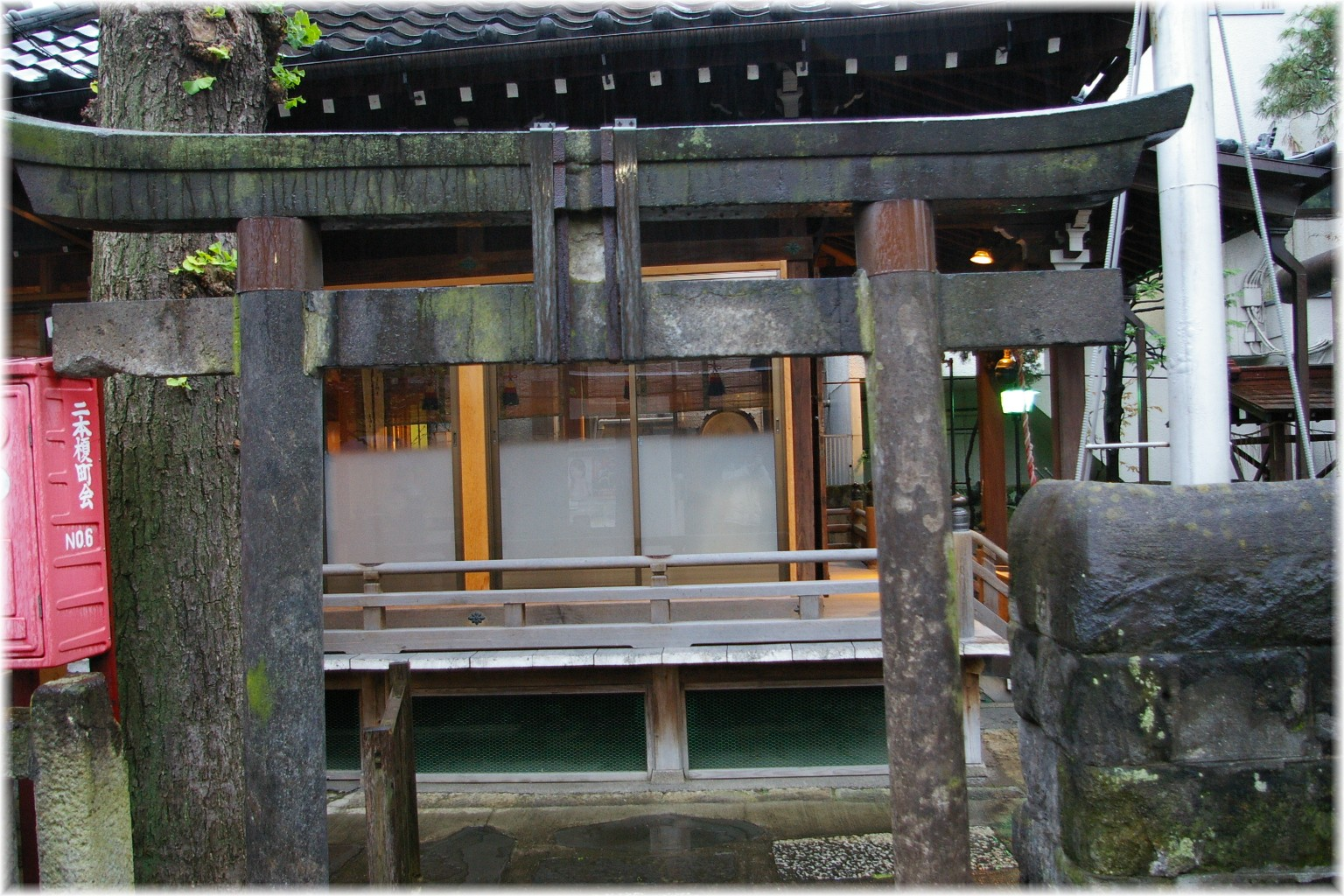
بوابة توري
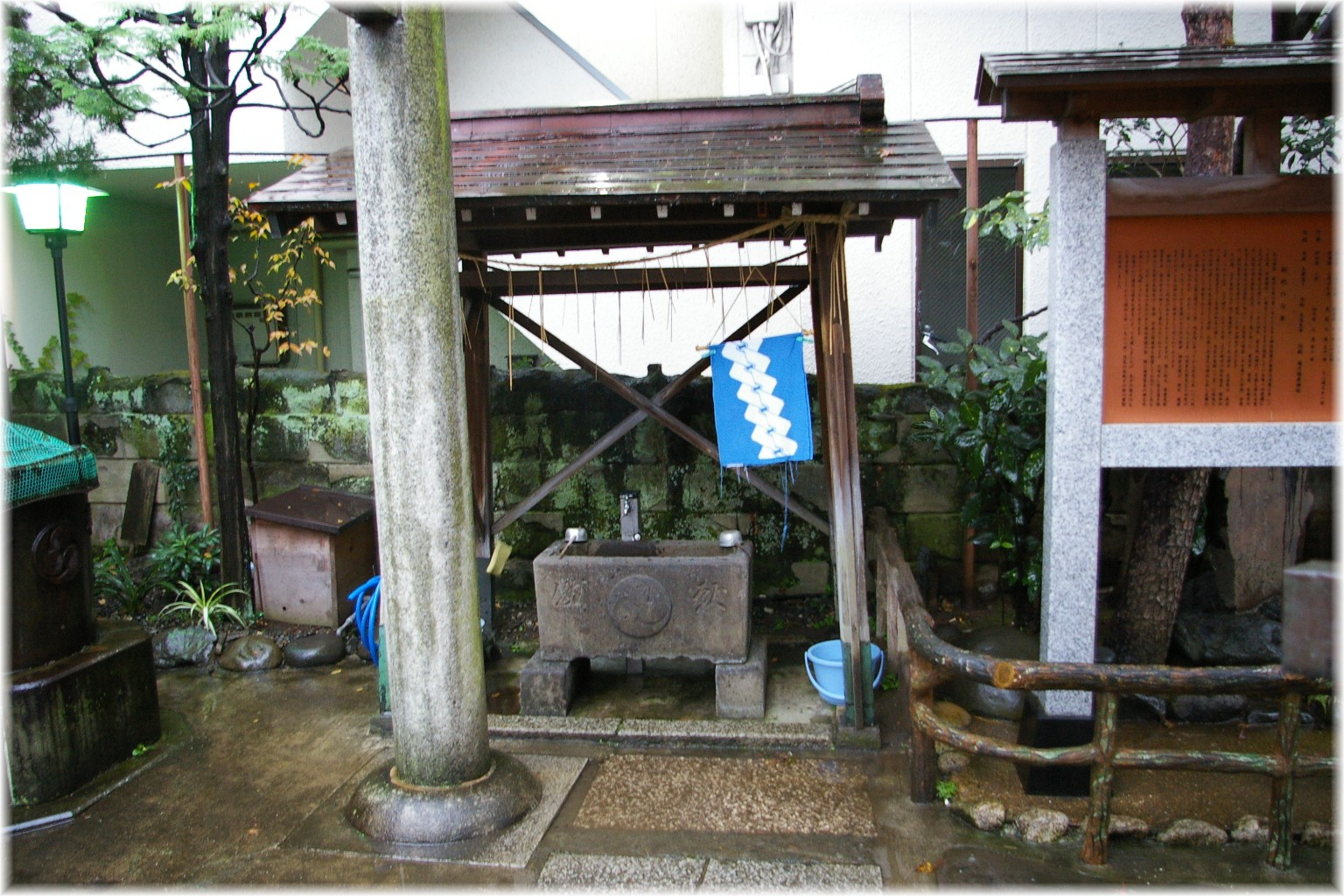
Washing place
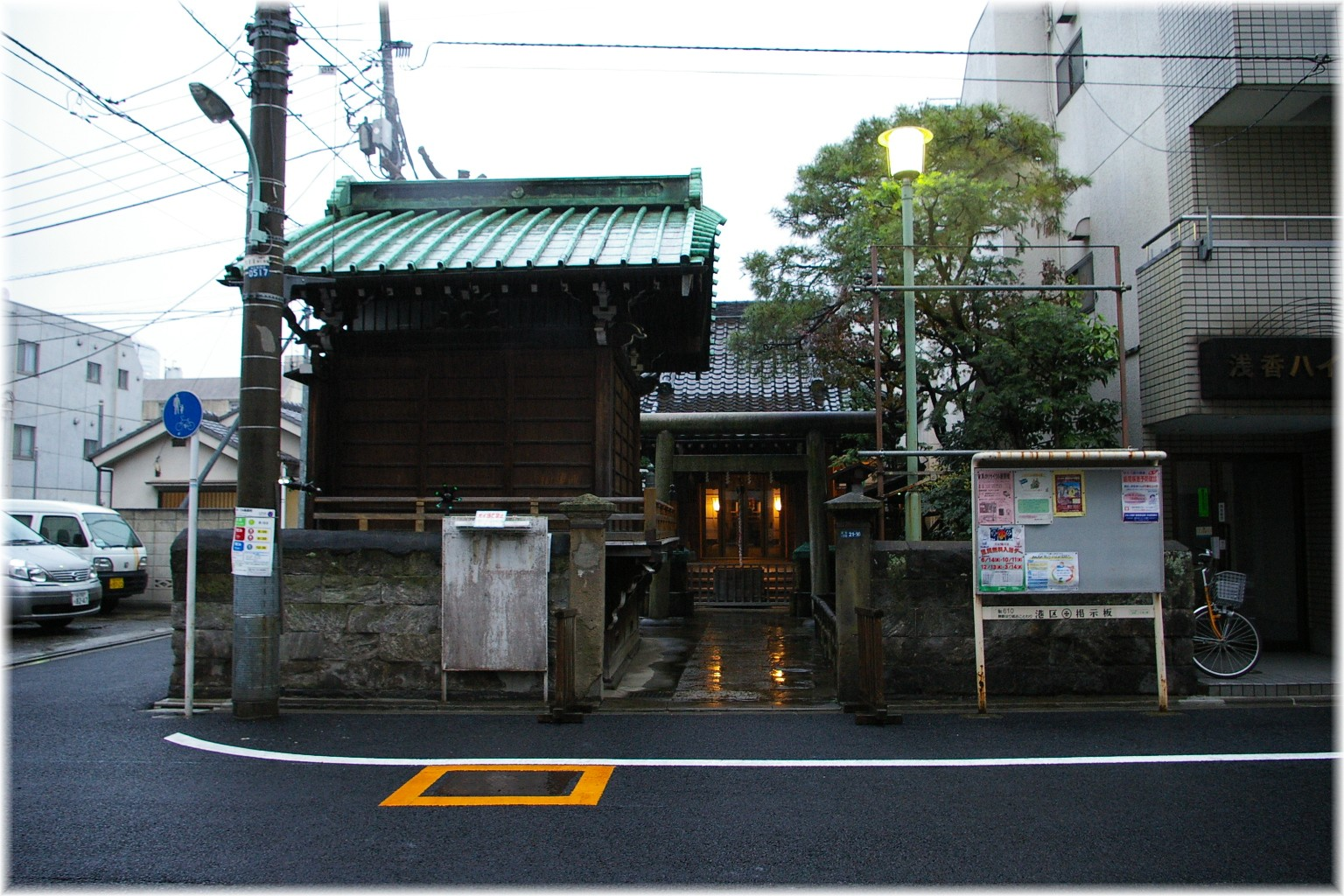
View of the shrine

إحداثيات: 35°38′17.58″N 139°44′1.32″E / 35.6382167°N 139.7337000°E
‌